# Hans Felix Husadel
Hans Felix Husadel (* 18. Mai 1897 in Prenzlau in der Uckermark; † 25. Juli 1964 in Aulendorf) war ein deutscher Komponist, Professor und Dirigent.

## Leben
Bereits in jungen Jahren erhielt er seinen ersten Klavierunterricht und hatte auch eine besondere Begabung für die Malerei. Nach dem Ersten Weltkrieg nahm er sein Studium an der Staatlichen Hochschule für Musik in Berlin auf. In den Fächern Klavier und Komposition studierte er unter anderem bei Franz Schreker und Leo Schrattenholz.
1923 trat er in die Reichswehr ein. Von dort wurde er abkommandiert, um seine Musikmeisterausbildung ebenfalls an der Staatlichen Hochschule für Musik zu absolvieren. Diese schloss er 1928 mit dem Examen ab. Danach erhielt er den Auftrag, die Leitung des Musikkorps im Ausbildungsbataillon des 14. (Badischen) Infanterie-Regiments in Donaueschingen zu übernehmen. Die Konzerte des Musikkorps fanden sich sehr schnell im Rundfunk wieder. In Donaueschingen kam er auch in Berührung mit dem Amateurmusikwesen und wurde Dirigent der dort sehr erfolgreichen Orchestervereinigung. Schon damals machte er sich mit der reformierten Orchesterbesetzung und der Schaffung einer authentischen Literatur dafür einen Namen bis hin zu den Verantwortlichen des Militärmusikwesens.
1935 wurde er ins Luftwaffenministerium berufen und erhielt den Auftrag, eine Luftwaffenmusik neu zu organisieren. Dazu kam ein Lehrauftrag für Theorie und Komposition an der Musikhochschule in Berlin.
In den Nachkriegsjahren wirkte der Komponist als Theaterdirigent in Berlin und Stendal. Dazu bildete er in Berlin ein sinfonisches Blasorchester, mit dem er bei den berühmt gewordenen »Zoo-Konzerten« anspruchsvolle Werke der Blasmusikliteratur spielte. 1953 verlegte Husadel seinen Arbeitskreis zunächst in das oberschwäbische Ravensburg, wo er einen Eigenverlag gründete, und später ins benachbarte Weingarten. Als Musikdirektor des dortigen Städtischen Orchesters starb er am 25. Juli 1964 bei einem Wertungsspiel in Aulendorf am Dirigentenpult.
Husadel schuf im Laufe seines Lebens über 300 Kompositionen und Arrangements.

## Kompositionen (Auswahl)
- Arizona
- Concordia
- Der Nöck Ouvertüre
- Deutscher Feierabend Eine feierliche Abendmusik
- Das kleine Platzkonzert – Die kleine Platzmusik Suite
- Flandernflieger
- Fallschirmjäger-Marsch
- Gesang der Gondelführer
- Herodias Ouvertüre
- Jagdgeschwader Richthofen Marsch (Favoriten-Marsch) (1935)
- Kampfgeschwader Immelmann
- Fliegergeschwader Horst Wessel (1939), später umbenannt in Silberkondor Marsch
- Zu neuen Siegen (1941)
- Marsch der vereinten Nationen
- Melodia
- Péronne
- Schottische Rhapsodie
- Serenata
- Tolf Synir (12 Söhne) Nordische Legende
- Trumpets-Melody
- Postawy-Marsch
- Legende
- Schlag auf Schlag
- Flieger-Marsch
- Minister – Fanfare
- Gopa-Russischer Tanz

## Weblink
- Hans Felix Husadel (Allgäu-Schwäbisches Musikarchiv)

| Personendaten    | Personendaten                     |
| ---------------- | --------------------------------- |
| NAME             | Husadel, Hans Felix               |
| KURZBESCHREIBUNG | deutscher Komponist und Professor |
| GEBURTSDATUM     | 18. Mai 1897                      |
| GEBURTSORT       | Prenzlau, Uckermark               |
| STERBEDATUM      | 25. Juli 1964                     |
| STERBEORT        | Aulendorf                         |